# Trichomycterus crassicaudatus
Trichomycterus crassicaudatus är en fiskart som beskrevs av Wolmar B. Wosiacki och De Pinna 2008. Trichomycterus crassicaudatus ingår i släktet Trichomycterus och familjen Trichomycteridae. Inga underarter finns listade i Catalogue of Life.